# Ga Bokjeong
Ga Bokjeong (Tiếng Hàn: 복정역, Hanja: 福井驛) là ga trung chuyển cho Tàu điện ngầm Seoul tuyến 8 và Tuyến Suin–Bundang nằm ở ranh giới của Jangji-dong, Songpa-gu, Seoul và Bokjeong-dong, Sujeong-gu, Seongnam-si, Gyeonggi-do. 

## Lịch sử
- 1 tháng 9 năm 1994: Thành lập ga trung chuyển và hoạt động ga trung chuyển không dừng
- 23 tháng 11 năm 1996: Nó được hạ cấp thành ga tạm thời và bắt đầu hoạt động như một ga trung chuyển với việc khai trương đoạn Jamsil ~ Moran của Tàu điện ngầm Seoul tuyến 8.
- 3 tháng 9 năm 2003: Với việc khai trương đoạn Suseo ~ Seolleung của Tuyến Bundang, điểm xuất phát Seolleung được đổi thành 9,8km
- 1 tháng 7 năm 2009: Tên ga phụ Đại học Dongseoul được thêm vào tại ga Tuyến Bundang.
- 18 tháng 9 năm 2012: Với việc khai trương đoạn Wangsimni ~ Seolleung, điểm xuất phát của Wangsimni được đổi thành 16,5km [1]

## Bố trí ga

### Tuyến số 8 (B2F)
| Jangji ↑   |
| S/B N/B \| |
| ↓ Namwirye |

| Hướng Bắc | ●Tuyến 8 | ← Hướng đi Chợ Garak · Jamsil · Guri · Byeollae |
| Hướng Nam | ●Tuyến 8 | → Hướng đi Sanseong · Dandaeogeori · Moran →    |

### Tuyến Suin–Bundang (B3F)
| ↑ Suseo          |
| ２１ \|          |
| Đại học Gachon ↓ |

| １ | ●Tuyến Suin–Bundang | → Hướng đi Jukjeon · Suwon · Incheon →            |
| ２ | ●Tuyến Suin–Bundang | ← Hướng đi Seolleung · Seonjeongneung · Wangsimni |

## Xung quanh nhà ga
| Lối ra \| 나가는 곳 \| Exit \| 出口 | Lối ra \| 나가는 곳 \| Exit \| 出口 |
| ----------------------------------- | --- |
| 1                                   | Jangji-dong Hướng Jamsil Nhà để xe công cộng Songpa                                                                                                |
| 1-1                                 | Wirye-dong Trung tâm trung chuyển ga Bokjeong |
| 2                                   | Bokjeong-dong Trường Quốc tế Seoul Hướng Đại học Dongseoul Trung tâm trung chuyển ga Bokjeong Trung tâm phúc lợi người cao tuổi trung tâm Seongnam |
| 3                                   | Segok-dong Hướng đi Yangjae Trung tâm Phúc lợi Virgin Mary Cơ quan An toàn Giao thông Hàn Quốc Trung tâm Kiểm định Ô tô Gangnam                    |
| 4                                   | Cầu Jangji Hướng tới Chợ Garak·Trung tâm thương mại Garak                                                                                          |

## Hình ảnh

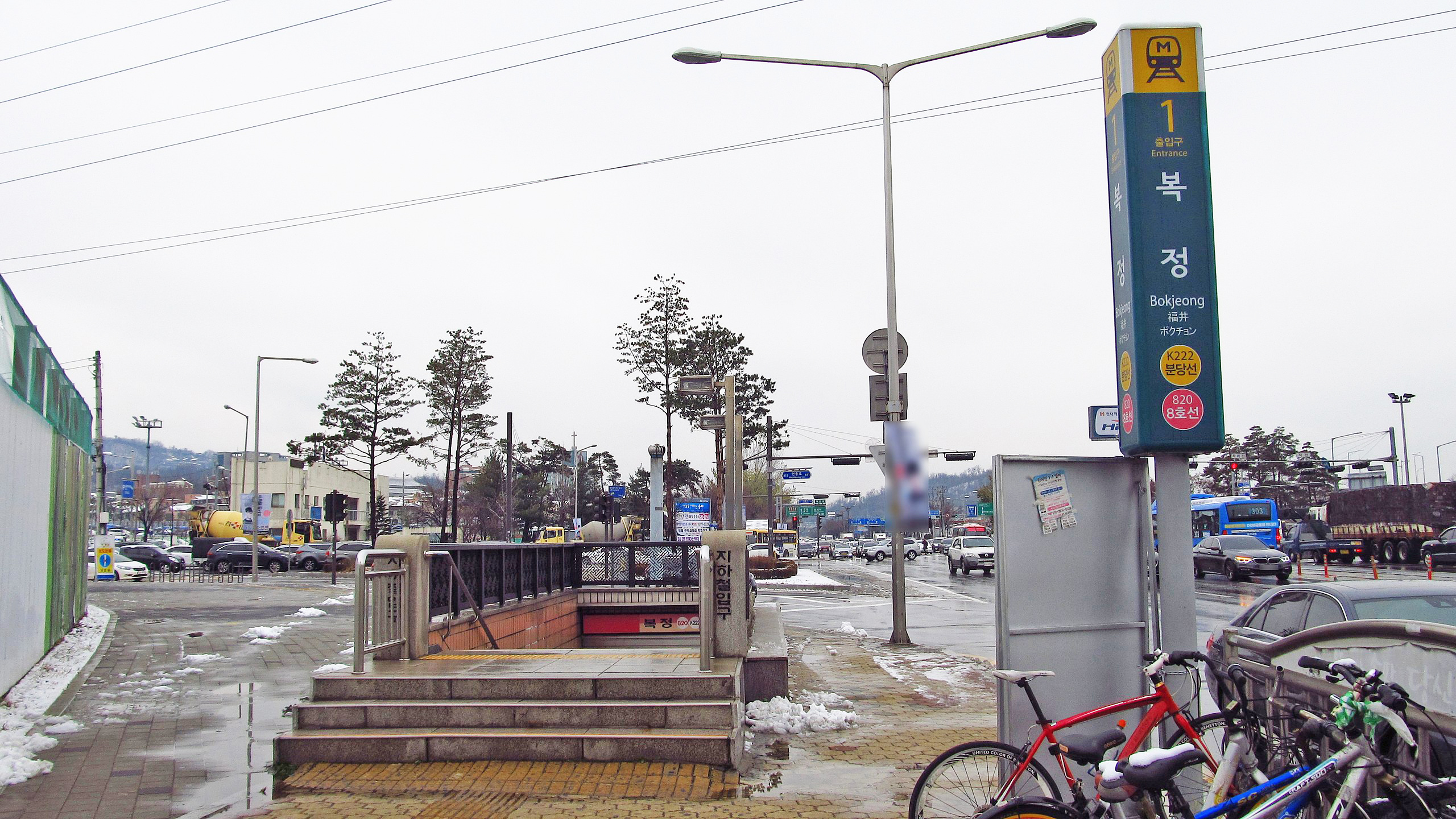
Lối vào 1 (Tháng 11 năm 2018)
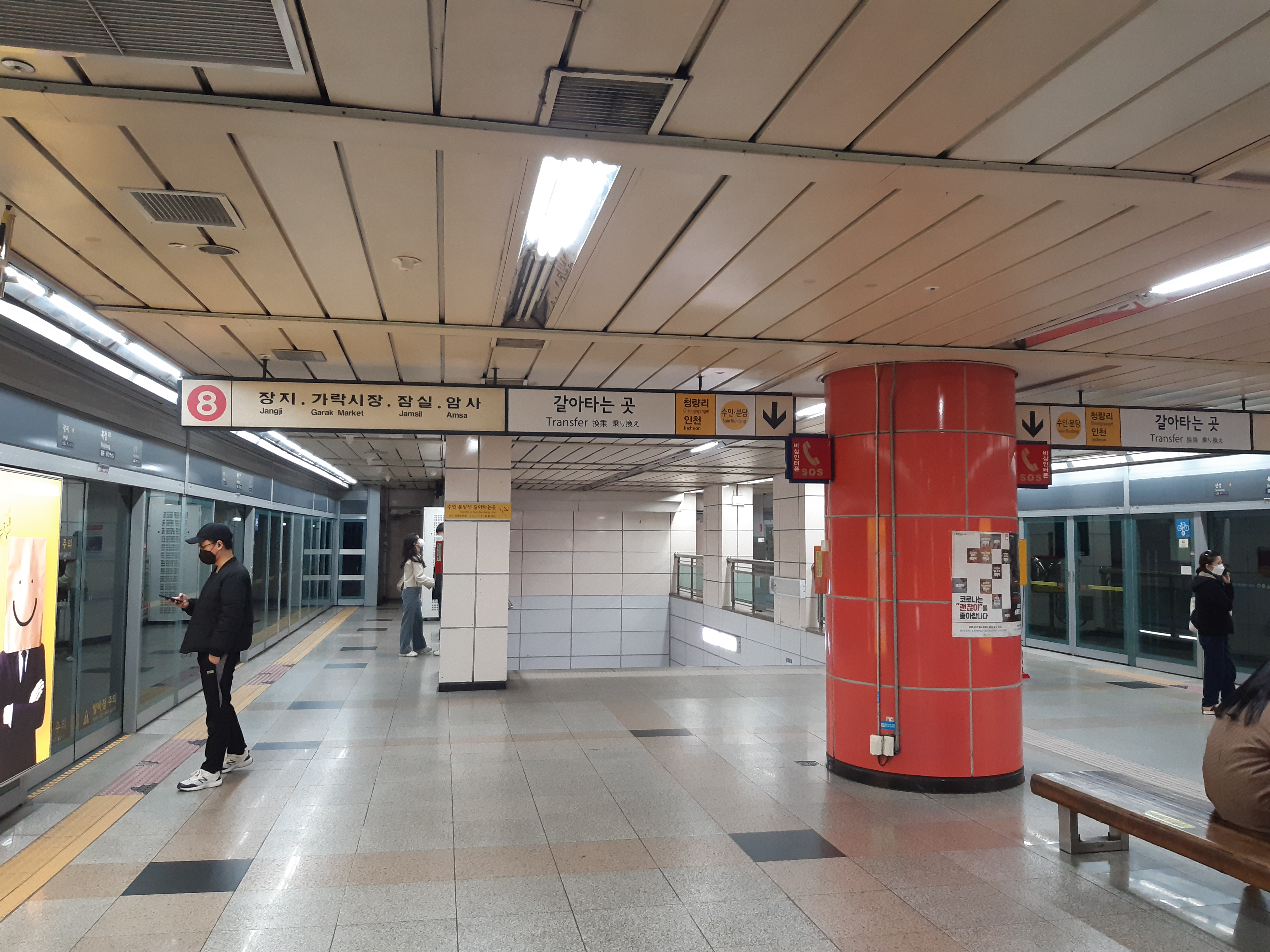
Cầu thang chuyển giữa Tuyến Suin–Bundang và Tuyến 8
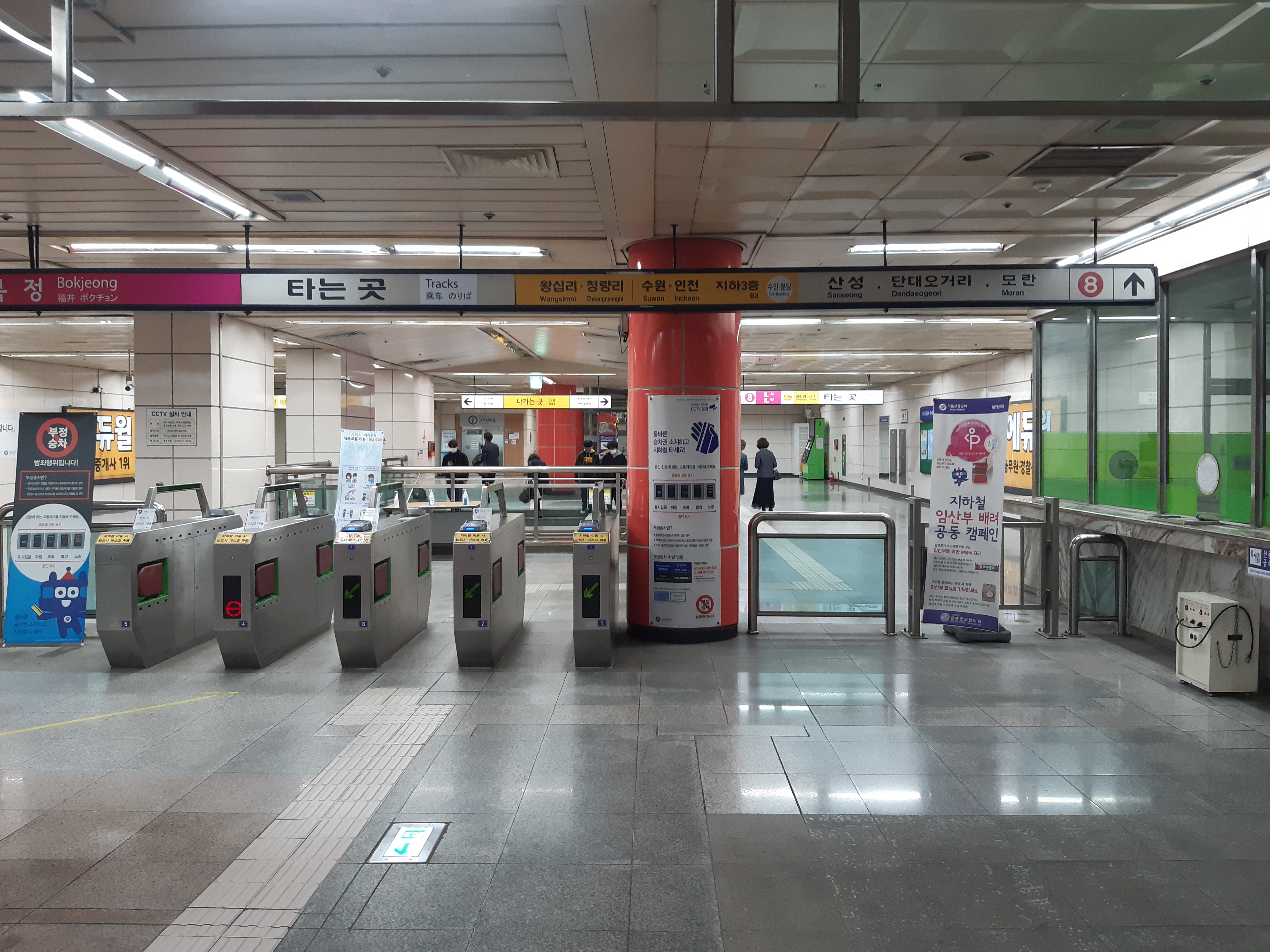
Cổng soát vé